# Nianija
Nianija är ett distrikt i Gambia. Det ligger i regionen Central River, i den nordöstra delen av landet, 160 km öster om huvudstaden Banjul. Antalet invånare var 9 876 vid folkräkningen 2013. De största orterna då var Chamen och Bakadagie.